# 會田瑞樹
會田 瑞樹（あいた みずき、1988年12月24日 - ）は、日本の打楽器/ヴィブラフォン奏者、作曲家。宮城県仙台市出身。

## 略歴
1988年、宮城県仙台市に生まれる。幼少よりヴァイオリンを照井勢子に師事。
12歳で打楽器奏者を志し、佐々木祥、星律子、有賀誠門、藤本隆文に師事。独学で作曲を始め、14歳で処女作となる打楽器合奏曲《星の流れは大地を目指す》（2003)を発表。以降、作曲は独学。
宮城県仙台第二高等学校を経て武蔵野音楽大学において吉原すみれ、神谷百子に師事。2014年武蔵野音楽大学大学院修士課程修了。
2010年日本現代音楽協会主催第9回現代音楽演奏コンクール”競楽Ⅸ”において大会最年少ファイナリストとしてデビューし、第二位を受賞。「憑依型の演奏」(西耕一)、 「柔らかいバネがあり、音楽に陶酔をもたらす術を体得しているように思われる演奏ぶり」(音楽評論家池田康）と評されるなど話題を集める。第 11回万里の長城杯国際音楽コンクールにおいて第2位（1位なし）。滋賀県において開催されたびわこミュージックハーベストに参加、最優秀受講生におくられる「ハーベスト賞」を受賞。
2011年6月にはサントリーホール主催レインボウ21『打楽器音楽、その創造と継承』公演において総合プロデューサーと演奏家として参加。その後、打楽器奏者高橋美智子より、愛用のDeagan社をヴィブラフォンを譲り受ける。
2012年初のヴィブラフォンソロリサイタルを開催。
同年、作曲家、八村義夫の大規模な個展『八村義夫の世界』を東京文化会館小ホールにおいて開催。
2016年、NHK-BSプレミアム「クラシック倶楽部」では會田の演奏を1時間に渡って特集。
「打楽器百花繚乱　—Percussion Extraordinaire Mizuki Aita—」全国放送は現代音楽コンテンツの中でも異例の好評を博し再放送が続いた。
これまでに3枚のアルバム『with…』(朝日新聞推薦盤)『ヴィブラフォンのあるところ』(レコード芸術特選盤)
『五線紙上の恋人』（レコード芸術準特選盤）を発表。
打楽器のための協奏曲もこれまでに9作品を初演・再演しており、
ISCM(国際現代音楽協会)世界音楽の日・北京大会閉幕演奏会において中国国家交響楽団、山内雅弘作曲『SPANDA –ヴィブラフォンとオーケストラのための』では東京交響楽団、リトアニアでは権代敦彦作曲『Sæwol -海から-』で聖クリストファー室内合奏団と共演している。
演奏家としての独自の目線での作曲活動も活発に行っている。2017年からの国際交流基金アジアセンター主催事業「Notes」参加演奏家として自作曲初演を含むインドネシア公演、フランス、パリでのリサイタルを行う。2019年には日本作曲家協議会主催：第十回JFC作曲賞に入選した。
2020年、最新アルバム「いつか聞いたうた　〜ヴィブラフォンで奏でる日本の叙情〜」をスリーシェルズレーベルより発表。第59回「レコード・アカデミー賞」特別部門賞、レコード芸術特選盤、サライ推薦をはじめ各紙より絶賛を受けた。杉原千畝へのオマージュとして作曲を手掛けた弦楽合奏とヴィブラフォンのための《Sutartinés》をリトアニア聖クリストファー室内合奏団特別公演において世界初演。東京での會田自身の事前収録による独奏パート演奏と生演奏による同時合奏による鮮烈な内容は、リトアニア国営放送により全世界に配信され大きな反響を得た。東京オペラシティ文化財団B→C會田瑞樹パーカッションリサイタルは仙台/東京において熱狂の成功をおさめ、NHK-FM現代の音楽において二週に渡り放送。多岐にわたるその活動をSUPER DOMMUNE「打楽器百花繚乱　會田瑞樹の世界」において五時間の生放送により特集されるなど、新世代の芸術家として多彩な活動を展開している。ヴィブラフォン、現代作品の魅力を多彩に紹介したヴィブラフォンソロリサイタル in OSAKAの成果により令和2年度大阪文化祭奨励賞受賞。2021年より、ガムラン演奏団体マルガサリの委嘱により、｢蓮華　～ガムランアンサンブルのための～｣、｢都市生活者の子守歌～ガムランアンサンブルのための～｣を作曲。大成功を収めた。令和3年度より、かなっくホールレジデントアーティストに就任。千代田区立九段小学校”九段planets”サポーターとして指揮者の任にあたるなど、ジャンルを越えた縦横無尽の活躍が続いている。
2024年6月にはタイ・バンコクで開催された現代音楽祭「竹の対話」において新作《日比谷》(萩原恭次郎詩)、永野伶実氏委嘱作品《優しい女》両作品初演は大きな反響を集めた。8月には指揮者として”九段planets”を率いて第72期TBSこども音楽コンクールに楽団創設以来の初参加。ロケットミュージック社委嘱による中高生ソロコンテストのための打楽器独奏のための新作4作品同時発売。9月26日にはリトアニア・ヴィリニュスにおいて、モデスタス・バルカウスカス指揮、聖クリストファー室内合奏団シーズンオープニングコンサートに6年ぶりにソリストとして招かれ、自らが作曲を手掛けた《Stardust —Concerto for Vibraphone and Strings Orchestra—》世界初演は熱狂のスタンディングオベーションに迎えられ圧倒的成功を収めた。11月30日には自身三度目となる《會田瑞樹作品個展vol.3　ーまざあ・ぐうすを探してー》を満員の聴衆の元、大成功を収める。第21回イタリア国際打楽器コンクールヴィブラフォンクラシック部門Cにおいて単独ファイナリストとして選出、最高位(第二位/一位、三位なし)を受賞。
「初演魔」の異名を持ち、これまでに湯浅譲二、間宮芳生、末吉保雄、水野修孝、権代敦彦、中川俊郎、近藤浩平、山内雅弘、国枝春恵、木下正道、薮田翔一、白藤淳一、坂田直樹、佐原詩音など、幅広い新作初演を行い、その数は400作品を超える。

## 主な作品[40]

### オーケストラ
- 《Sutartinés〜ヴィブラフォンと弦楽オーケストラのための協奏曲〜》(2020年)
- 《Ultramarine-Beyond the Sea〜弦楽オーケストラのための〜》（2021年、リトアニア聖クリストファー国際作曲コンクールLMIC特別賞受賞）
- 《京繚乱〜2台のヴィブラフォンとオーケストラのための〜》(2022年）
- 《祭禮〜2台のヴィブラフォンのための協奏曲〜》(2022年）
- 《蓮華〜ガムラン・オーケストラのための〜》(2022年）
- 《かなっく・ファンファーレ》(2022年)
- 《リトアニア民謡"クリスマスの朝、薔薇が咲く"の主題による幻想曲〜弦楽オーケストラのための〜》（2023年、第三回リトアニア・聖クリストファー国際作曲コンクール特別賞受賞）
- 《Stardust〜ヴィブラフォンと弦楽オーケストラのための協奏曲〜》(2024年)

### 舞台音楽
- 音楽絵本《ヨビボエンのなつ》(2019年、佐原詩音脚本)
- 《語りとピアノのための音楽〜親指太郎とダチョウ〜》(2020年、プレヴェール=青柳いづみこ訳脚本）
- 《あらしのよるに》(2021年、きむらゆういち原作)
- 《葛飾見聞録》（2024年、高久弦太脚本）
- 世俗歌集《北原白秋のまざあ・ぐうす》(2022-2025年、全2幕)
  - 序曲「日本の子供たちへ」
  - 母鵞鳥の歌
  - 駒鳥のお葬式
  - お月夜
  - 天竺鼠のちび助
  - 木のぼりのお猿
  - 胡桃
  - 孟買の肥満漢
  - 六片の歌
  - 一時
  - 卵
  - 朝焼け夕焼け
  - 風が吹きや
  - 文無し
  - ファウスト國手
  - とことこ床屋さん
  - お靴の中に一つの石に
  - コール老王
  - 雨、雨、行っちまえ
  - 花壇に豚
  - 日の照り雨
  - セントクレメンツの鐘
  - 荊棘の陰に
  - お馬乗り
  - 小径に娘
  - 間奏曲 I 〜ジヤズ風に〜
  - 月の中の人
  - 十人の黒坊の子供
  - お月様の中のお仁がクリスマスが来やすわい
  - べああ、べああ、黒羊
  - 蝋燭
  - ちっちゃなテイウイ
  - 三月、風よ
  - お面持
  - 獅子と一角獣
  - 靴屋さん
  - 椅麗な頸巻
  - 何人何匹何嚢
  - 飲むもの
  - かはいい小猫
  - 雨模様
  - ポウリイ、薬罐を
  - 南瓜つ食ひ
  - ぼう、うぉう、うぉう
  - 三百屋
  - お釘が減れば
  - 二十四人の仕立屋～蝸牛角出せ
  - お針見つけたら
  - 風よ吹け吹け
  - 気軽な粉屋
  - お籠の婆さん
  - 田舎漢
  - 素っ頓狂な南京さん
  - 鼻曲り
  - あの丘のふもとに
  - ゆりかごうた
  - あたいの牝牛
  - 第二幕への前奏曲
    - 星々の瞬き
    - コトバのカケラ
    - 水色と青の雲のグラデーション

  - 小びっちょの子供はねんねこうた
  - はしつこいジャック
  - 蝸牛、でむし〜一列こぞって〜 蝸牛
  - お悧巧さん
  - おしゃべり
  - 間奏曲II 〜Hommage a Candies, Cool of Makoto FUJITA〜
  - ハアトの女王
  - コケコッコ踊り
  - でんでんむしむし
  - お婆さんと息子
  - てんたう虫
  - 暖かい麵麭
  - ゴオサムの三悧巧
  - 氣ちがひ家族
  - 一つの樽に
  - 小ちやな旦那さま
  - チャックとヂル
  - トムトム坊主
  - 犬はぼうわう
  - 小さなお嬢つちゃん
  - 藪医者
  - 間奏曲 III 〜追憶〜
  - 綺麗好きのお神さん
  - 御婚礼
  - タッフィ
  - 婆ア牛
  - とつぴょくりん
  - 卵賣りませうと
  - 鵲が一羽よ
  - これこれ小粋な
  - 市場へ市場へ
  - 数学
  - 眼
  - ABC
  - 五月の蜜蜂
  - 朝のかすみ
  - かつこ鳥
  - 豆小僧
  - 蛙の殿御
  - ロンドン橋
  - ソロモン・グランディ
  - 世界中の海が空はじめじめ
  - 一切空
  - がぶがぶむしゃむしゃ
  - 間奏曲 IV 〜コンチェルトグロッソ風に〜
  - アァサァ王
  - 天竺鼠は
  - チャック・スプラウトと
  - 俺がお父は
  - 背骨曲り
  - 猫と王様
  - がアがア、鵞鳥
  - 火の中に
  - 火箸の一對
  - お月様光る
  - 玩具の馬
  - 泣け泣け
  - 北風吹けば
  - めくら鬼
  - お山の大将
  - 11の手遊びうた
    - 上へ行つた
    - みんなして森へ
    - この豚ちび助
    - おを穿かしよ
    - 長い尾の豚に
    - 上った上った
    - 一二三四五
    - 足
    - 顔あそび
    - この呼鈴
    - 一番目のお床

  - おしまひ

### アンサンブル・器楽曲
- 《ヴィブラフォン独奏のための琵琶湖就航の歌〜祖父・寺田隆信の思い出に〜》(2014/2020年）
- 《Welly》(2018年)
- 《The river》(2018年)
- 《Kampai-Divertiment》(2018年）
- 《賽〜エレキベースとヴィブラフォンのために〜》(2019年）
- 《音楽絵本組曲「ヨビボエン」》(2019年、第10回JFC作曲賞入選作品）
- 《ヴィブラフォンのための即興曲》(2019年）
- 《會曾のテーマ〜ヴィブラフォンとトランペットのために〜》(2019年）
- 《紫の煙〜ピアフを讃えて〜》(2019年）
- 《情動曲〜ヴィブラフォンとトランペットのために〜》(2019年）
- 《糾縄〜バンドネオンとヴィブラフォンのために〜》(2020年)
- 《Welly〜グンデルとヴィブラフォンのために〜》(2020年)
- 《ヴィブラフォンのあるところ～Ken〜土門拳へのオマージュ》(2020年）
- 《Game[L/R]andomPulse》(2020年)
- 《Yo-Vivo-En go to New York》(2020年)
- 《The river 2021》(2021年)
- 《マリンバ・ファナティコ》(2021年、第30回TIAA全日本作曲家コンクール審査員賞受賞）
- 《星への航海のための前奏曲〜ピアノのための〜》（2021年）
- 《雨の降る前に...〜ヴィブラフォン1台二重奏のための〜》(2021年)
- 《踊れ、赤い靴》(2021年)
- 《あしたのものがたり》(2022年、會田瑞樹作詞)
- 《無伴奏ヴァイオリンのための黒蜥蜴》(2022年)
- 《風来坊〜チェロとヴィブラフォンのための〜》(2022年)
- 《寒天造歌奇想曲〜ホルンとヴィブラフォンのための〜》(2022年)
- 《あおば〜フルートとヴィブラフォンのための〜》(2022年)
- 《春風奇譚〜打楽器とヴィブラフォンのための〜》(2022年)
- 《赤い靴の夜〜ヴィブラフォンと弦楽三重奏曲〜》(2022年）
- 《都市生活者のこもりうた〜ガムラン・アンサンブルのための〜》（2022年）
- 《Lively motion for KOTOPI〜琴とピアノのための〜》（2022年）
- 《Hello,Hello,Ms.Whiterose〜ピアノ弾き語りのための》（2022年）
- 《Exit for Ensemble and Audience》(2022年)
- 《あれから小町〜独唱、ヴィブラフォン、打楽器とコントラバスによる情念の変容》(2022年)
- 《幻灯〜ヴィブラフォンとトランペットのために〜》(2022年)
- 《Chocolate Martini for OneManBand》（2022年）
- 《Roll over cage》(2022年)
- 《環海の歌》(2023年、塩釜市立第三中学校委嘱作品/アンサンブルコンテスト多賀城地区大会において初演。金賞/県大会選出）
- 《雨上がりのこもれび〜マリンバとヴィブラフォンのための〜》(2023年)
- 《エチュード「飛花」〜塚本邦雄作『空蝉昇天』より“照射”の印象〜ピアノと朗読のための》(2023年)
- 《風の揺蕩〜笙とヴィブラフォンのための〜》(2023年)
- 《海のこもれび》(2023年、塩釜市立第一/第三中学校「Spring Concert」において初演)
- 《Elegy in memory of Shoichi Aita〜笙とヴィブラフォンと朗読のための〜》(2023年)
- 《邂逅の鐘》（2023年、塩釜市立第三中学校委嘱作品/アンサンブルコンテスト多賀城地区大会/宮城県大会において初演）
- 《夏への間奏曲》（2023年、打楽器、『ヴィヴァルディ 四季 “和声と創意と躍動の試み”』より）
- 《秋への間奏曲》（2023年、打楽器、『ヴィヴァルディ 四季 “和声と創意と躍動の試み”』より）
- 《冬への間奏曲》（2023年、打楽器、『ヴィヴァルディ 四季 “和声と創意と躍動の試み”』より）
- 《春への前奏曲》（2023年、打楽器、『ヴィヴァルディ 四季 “和声と創意と躍動の試み”』より）
- 《夢の中の歌〜独唱を伴うピアニストのための〜》(2024年)
- 《心臓の小太鼓〜歌唱を伴う小太鼓独奏のための〜》(2024年、中山昌樹作詞)
- 《月に捧げる歌〜マリンバ独奏曲〜》(2024年)
- 《いなほ〜マリンバ独奏曲〜 》(2024年)
- 《囀笛〜フルート独奏のための〜》(2024年)
- 《鶯の歌》（2024年、北原白秋作詩）
- 《優しい女〜バロックフルートのための〜》(2024年)
- 《日比谷》(2024年、萩原恭次郎作詞)
- 《月日の宝燈》(2024年)
- 《星の降る夜〜ヴィブラフォン独奏曲〜》(2024年)
- 《こをろこをろ〜マリンバ独奏曲〜》(2024年)
- 《祭祀への誘い〜ヴィブラフォン&パーカッションとピアノのための〜》(2024年)
- 《ヤッパンマルス-小太鼓独奏のための》（2024年、幕末期『歩操新式』より〈鼓譜〉に基づく）
- 《邂逅の鐘〜11人の奏者のために〜》（2025年、塩竈市立第三中学校に捧げる2025.3.11…14年目の追憶のために）
- 《時よ止まれ ソナタは美しい〜二十五弦箏とトロンボーンのための二重奏曲〜》（2025年）

### 編曲
- 《Silent Night》(2018年、F.グルーバー作、ヴィブラフォンと弦楽オーケストラのための）
- 《紅葉》(2020年、岡野貞一作）
- 《浜辺の歌1943》（2020年、成田為三作）
- 《浜辺の歌 1943to2021》(2021年、成田為三作、ピアノのための)
- 《打楽器のための協奏曲〜ヴィヴァルディの調和の霊感、バッハのオルガンの残照に〜》(2021年、ヴィヴァルディ/J.S.バッハ作)
- 《パルティータ第2番BWV826よりロンド/カプリス》(2021年、J.S.バッハ作、ヴィブラフォンと2人のマリンバの為の)
- 《組歌「四季」〜弦楽三重奏とヴィブラフォンのための〜》(2022年、瀧廉太郎作)
- 《プレリュードとフゲッタ ホ短調(BWV900)》(2022年、J.S.バッハ作、2人のヴィブラフォン奏者のための)
- 《ハイドンの名によるメヌエット》(2022年、ラヴェル作、ヴァイオリンと打楽器のための)
- 《L'In[v/f]erno》(2022年、ヴィヴァルディ作、ヴァイオリンと打楽器のための)
- 《あめにはさかえ》（2023年、讃美歌、アルト歌手とピアノ)
- 《春の海》（2023年、宮城道雄作、ヴィブラフォン独奏)
- 《「四季」より”春”》（2023年、ヴィヴァルディ作、ヴァイオリンと打楽器、『ヴィヴァルディ 四季 “和声と創意と躍動の試み”』より）
- 《「四季」より”夏”》（2023年、ヴィヴァルディ作、ヴァイオリンと打楽器、『ヴィヴァルディ 四季 “和声と創意と躍動の試み”』より）
- 《「四季」より”秋”》（2023年、ヴィヴァルディ作、ヴァイオリンと打楽器、『ヴィヴァルディ 四季 “和声と創意と躍動の試み”』より）
- 《「四季」より”冬”》（2023年、ヴィヴァルディ作、ヴァイオリンと打楽器、『ヴィヴァルディ 四季 “和声と創意と躍動の試み”』より）
- 《ヴィブラフォン協奏曲》（2023年、水野修孝作、太鼓を伴うヴィブラフォンとピアノ)

## ディスコグラフィー
- 「WITH...」（2014年11月07日 、CD、コジマ録音 (ALM Records)、品番：ALCD-102）
- 「ヴィブラフォンのあるところ」（2017年6月7日 、CD、コジマ録音 (ALM Records)、品番：ALCD-113）
- 「五線紙上の恋人」（2017年12月7日、CD、コジマ録音 (ALM Records)、品番：ALCD-116）
- 「いつか聞いたうた　ヴィブラフォンで奏でる日本の叙情」（2020年11月3日、CD、スリーシェルズ、品番：3SCD-0058）
- 「ヴィヴァルディ 四季 "和声と創意と躍動の試み"」（2024年8月17日、CD、會田瑞樹音楽事務所）

### 参加作品
- 「伊福部昭 生誕九十九年 白寿コンサート」（2014年3月7日、CD、スリーシェルズ、品番： 3SCD-0014）
- 「日本の絃楽オーケストラ傑作集」（2014年10月22日、CD、スリーシェルズ、品番：3SCD-0017）
- 「松村禎三  こどものための音楽」（2015年4月17日、CD、スリーシェルズ、品番： 3SCD-0020）
- 「たかの舞俐 In a Different Way」（2022年3月31日、CD、フォンテック、品番： FOCD-2587）
- 「鈴木陽子作品集 vol.9〜反響と残響と〜」（2025年6月20日、CD、ヴァリエテ、品番：VACD-9008）